# Rzeki w Łodzi

Rzeki w Łodzi

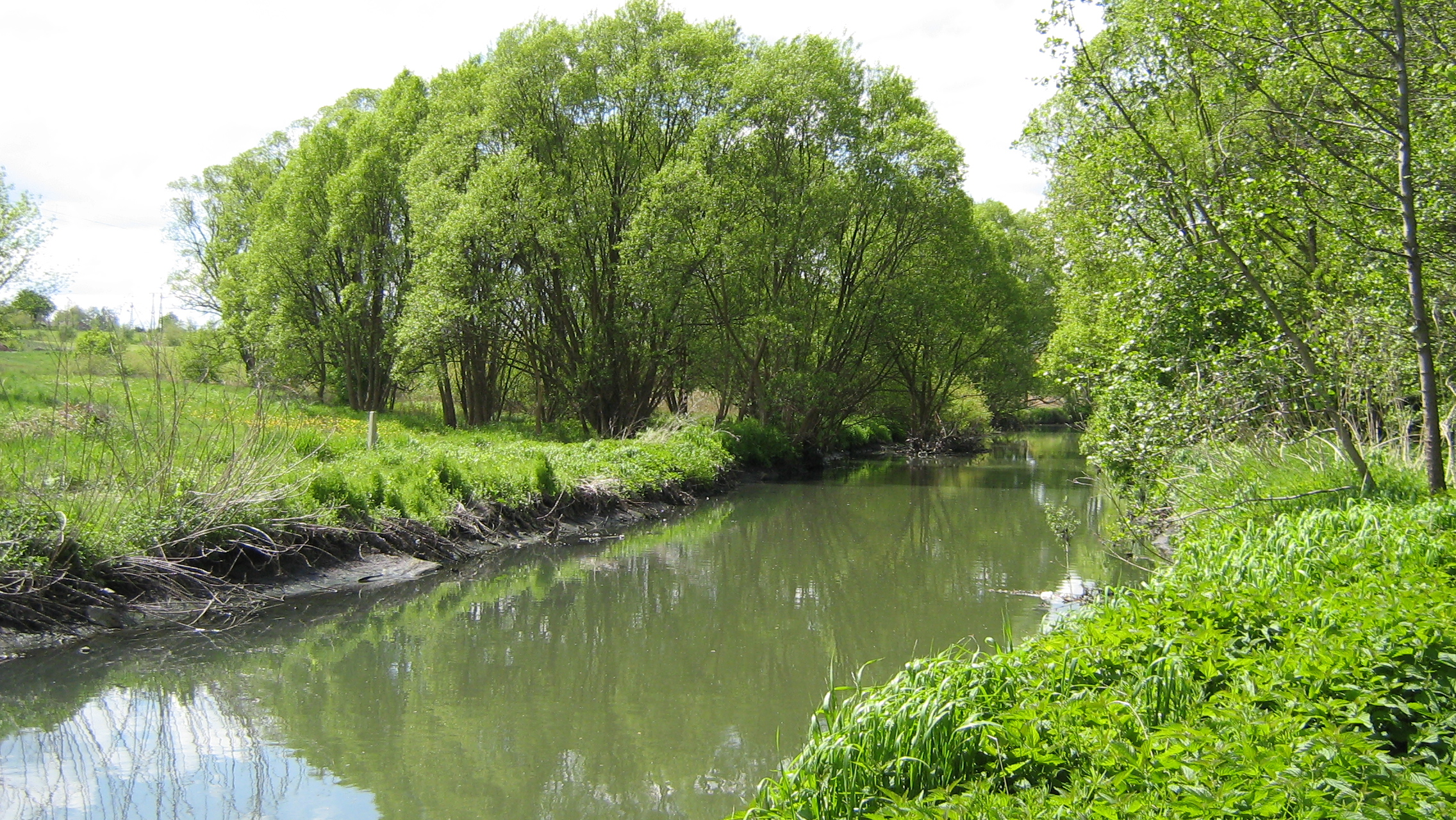
Ner na Lublinku w Łodzi
(obecnie osiedle administracyjne Nad Nerem)

Rzeki w Łodzi – przez Łódź przepływa około 20 większych lub mniejszych rzek i strumieni, które otrzymały swoje nazwy. Są to jednak niewielkie cieki i w centrum miasta w większości płyną ukryte w podziemnych kanałach.
Przez północno-wschodni fragment obszaru Łodzi przebiega wododział Wisła – Odra.

## Rzeki przepływające przez Łódź

### W zlewniWisły
- Bzura
- Łagiewniczanka – dopływ Bzury
- Sokołówka – dopływ Bzury
- Brzoza – dopływ Sokołówki
- Wrząca – dopływ Sokołówki
- Aniołówka – dopływ Zimnej Wody
- Zimna Woda – dopływ Sokołówki
- Miazga – dopływ Wolbórki, jedyna łódzka rzeka spoza zlewni Bzury, lub Neru (zasila Pilicę)
- Kiełmiczanka – dopływ Moszczenicy[1]
- Czerniawka – dopływ Ciosenki[1][b]

### W zlewniOdry
- Ner
- Gadka – dopływ Neru
- Dobrzynka – dopływ Neru
- Jasieniec – dopływ Neru
- Jasień – dopływ Neru
- Lamus – dopływ Jasienia
- Karolewka – dopływ Jasienia
- Olechówka – dopływ Jasienia
- Augustówka – dopływ Olechówki
- Łódka – dopływ Neru
- Bałutka – dopływ Łódki
- Stoczanka – dopływ Łódki
- Ostroga – dopływ Łódki[2]
- Łodzia – dopływ Łódki[1][3]
- Wólka – dopływ Jasienia[1]

## Historyczne i nieklasyfikowane rzeki
Dąbrówka: lewy dopływ Jasienia, źródła rzeki znajdują się na Dąbrowie, ujście natomiast przy skrzyżowaniu ulic Obywatelskiej oraz Pięknej (miejsce, w którym Jasień wyłania się z kanału). Obecnie rzeka w całości biegnie w kanale na obszarze we wzdłuż ul. Dąbrowskiego. Rzeka występuje na historycznych mapach Łodzi. Od 1793, kiedy utworzono osadę Dąbrowa, rzeka stanowiła w dużej części jej północną granicę, a zarazem granicę rozdzielającą dominium chojeńskie od łódzkich dóbr biskupstwa włocławskiego. Jeszcze pod koniec XIX w. na rzece znajdował się staw w rejonie dzisiejszego placu Niepodległości (dokładniej w miejscu dzisiejszego DH Uniwersal).
Lubczyna: prawy dopływ Neru, źródła rzeki znajdują się na Grabieńcu, ok. 50 m na południe od skrzyżowania ulic Zadraż i Wolińskiej, ujście natomiast w gminie Lutomiersk. Rzeka w granicach administracyjnych Łodzi liczy zaledwie kilkaset metrów i nie występuje na tym odcinku stały przepływ. Rzeka biegnie dalej przez gminę Aleksandrów Łódzki oraz miasto Konstantynów Łódzki, by zakończyć swój bieg w gminie Lutomiersk w okolicy Kazimierza.
Leśniczanka: lewy dopływ Łagiewniczanki, wypływa z małego stawu w okolicach Szkoły Podstawowej nr 60 przy ul. Wycieczkowej, a uchodzi do jednego ze stawów na rzece Łagiewniczance. Rzeka przez cały swój bieg płynie w postaci drobnej strugi na terenie lasu Łagiewnickiego. Długość rzeki to ok. 1,4 km.

## Klasyfikacja łódzkich rzek
Łódzkie rzeki są celowo utrzymywane w klasyfikacji w katastrach wodnych jako rzeki po to, żeby uzasadnić ich podległość przepisom o ochronie wód. Rzeczki płynące wewnątrz wielkich aglomeracji przemysłowych, pozbawionych związku z dużymi rzekami pełnią trudną do przecenienia, złożoną funkcję ekologiczną. Podleganie przepisom o ochronie wód wymusza ich zachowanie w stanie naturalnym. Jeden z łódzkich urbanistów stwierdził:
Rzeka to skarb. Nie zdajemy sobie sprawy, jak wielki. Zimne powietrze płynie doliną rzeki. A jeśli miasto nie ma prawdziwej rzeki, to każdy inny przyrodniczy element: las, dolinę rzeki, pola, musi traktować jak skarb.
W granicach Łodzi, poza odcinkami Neru i Bzury, zgodnie z oficjalną klasyfikacją, nie ma rzek. Są natomiast strumienie i strugi, które najczęściej ze względu na ilości ścieków wielokrotnie przekraczające przepływy naturalne, stanowią odkryte (bądź w części biegu zakryte) kanały ściekowe. Jednakże nazwa „rzeka” jest używana wobec łódzkich strumyków niewątpliwie z powodu tradycji. Prawie wszystkie te rzeczki stanowiły kiedyś powód powstania nad nimi wiosek, które później włączone zostały w granice miasta. Dla ówczesnych osadników wiejskich te strumienie, mające wówczas nieporównywalnie bogatsze niż dziś zasoby i dorzecza wodne, były niewątpliwie rzekami, umożliwiającymi hodowlę, uprawę ziemi i powstanie drobnego rzemiosła, także młynów. Przodują w tym Łódka i najpracowitsza z łódzkich rzek – Jasień, nad którym było 5 młynów, w tym Księży Młyn, najsłynniejszy z uwagi na późniejszą karierę przemysłową, stanowiący serce królestwa Karola Wilhelma Scheiblera. O ścisłości związków tych wsi z rzekami może świadczyć fakt, że niemal wszystkie rzeki łódzkie mają wspólną albo identyczną nazwę z osadami istniejącymi nad nimi. Olechówka – Olechów, Aniołówka – Aniołów, Karolewka – Karolew, Bałutka – Bałuty, Sokołówka – Sokołów itd.